# Figaros Hochzeit (Film)
Figaros Hochzeit ist ein deutscher Film der DEFA aus dem Jahr 1949. Es handelt sich um eine Verfilmung der Oper Le nozze di Figaro (Die Hochzeit des Figaro) von Wolfgang Amadeus Mozart, deren Libretto von Lorenzo da Ponte wiederum auf der Komödie Der tolle Tag oder Die Hochzeit des Figaro von Pierre de Beaumarchais beruht.

## Handlung
Figaro misst im Schloss den Raum aus, den er nach der Hochzeit mit seiner Braut Susanna bewohnen will, um die Möbel zu stellen. Figaro hält es für einen Vorteil, dass das Zimmer neben den gräflichen Gemächern liegt. Susanna klärt ihn darüber auf, dass Graf Almaviva ihr gegenüber seine eigenen Pläne verfolgen könnte und dem Brautpaar deshalb gerade diesen Raum angewiesen hat. Figaro will die Absichten des adeligen Verführers vereiteln. Dr. Bartolo wurde von der Haushälterin Marcellina engagiert, um Klage gegen Figaro vorzubringen, der ihr zuvor die Ehe versprochen habe, um eine Schuld abzulösen. Cherubino bittet Susanna um Fürsprache beim Grafen, weil er das Schloss nicht verlassen will. Als der Graf und Basilio erscheinen, versteckt er sich, und Susanna täuscht eine Ohnmacht vor; in dem Durcheinander versteckt sich Cherubino unter einem Kleid. Der von Susanna bisher abgewiesene Graf entdeckt ihn, und er wird nur durch den Auftritt der Landleute von einer Bestrafung des eifersüchtigen Schlossherrn verschont. Der Graf zwingt Cherubino, sich auf den Weg zur Armee zu machen, und Figaro, der auch auf ihn eifersüchtig ist, gibt ihm gute Ratschläge mit auf den Weg.
Susanna steckt Cherubino in Frauenkleider und frisiert seine Haare, damit er so die Hochzeit abwarten kann. Cherubino flieht vor dem Grafen in das Nachbarzimmer, in das der Graf ebenfalls hinein will, nachdem er jemanden darin gehört hat. Die Gräfin sagt, es sei nur Susanna, und der Graf schließt alle Türen ab, um mit der Gräfin auf einem anderen Weg ins Nachbarzimmer zu gelangen. Susanna befreit Cherubino, der aus dem Fenster springt, und sie betritt den Raum, aus dem er geflohen ist. Der Graf denkt, Cherubino habe sich versteckt, findet aber zu seinem Erstaunen nur Susanna vor. In der Zwischenzeit versucht Figaro, der die Zudringlichkeiten des Grafen fürchtet, ihn durch einen anonymen Brief vom Erscheinen auf seiner Hochzeit abzuhalten, aber von der Gräfin befragt, gesteht er, dass er der Verfasser ist. Als der Gärtner Antonio einen Brief bringt, von dem er sagt, er sei von einem fliehenden Mann fallen gelassen worden, behauptet Figaro, dass er bei Susanna gewesen sei. Das Dokument erweist sich jedoch als Cherubinos Ernennung zum Offizier, und Figaro gelangt aus der Klemme, indem er es dem Grafen präsentiert, damit dieser sein noch fehlendes Siegel anbringt. Marcellina bringt ihre Klage über Figaro vor. Die Hochzeit wird verschoben, damit der Graf den Vorwurf untersuchen kann.
Der Graf ist aufgrund der vorangegangenen Ereignisse verwirrt, und auf Bitte der Gräfin stimmt Susanna zu, ihn im Garten zu treffen. Zuvor jedoch tauscht sie mit der Gräfin die Kleidung. Susanna flüstert Figaro zu, dass sein Rechtsstreit gewonnen sei. Der Graf ist verärgert. Es stellt sich heraus, dass Figaro der uneheliche Sohn von Marcellina und Bartolo ist, so dass er die Haushälterin gar nicht heiraten kann. Die Gräfin bleibt alleine zurück, als das Mädchen ankommt und berichtet, dass alles gut verlaufe. Die Gräfin diktiert einen Liebesbrief, den Susanna absenden soll. Der Graf soll die Nadel zurücksenden, die den Brief zusammenhält, um den Empfang zu bestätigen. Der Graf entdeckt seinen früheren Pagen, braust auf, wird aber durch Susannas Brief beruhigt.
Den Anweisungen im Brief folgend, hat der Graf Barbarina mit der Nadel geschickt, die sie aber verloren hat. Figaro erfährt dessen Bedeutung von Barbarina. Aus Eifersucht bringt er Bartolo und Marcellina dazu, auch in den Garten zu kommen, um bei dem Gespräch zwischen dem Grafen und Susanna anwesend zu sein. Marcellina informiert Susanna über diesen Plan. Die Gräfin erscheint in Susannas Kleid; Cherubino versucht die vermeintliche Susanna zu küssen wird aber vom Grafen zurückgehalten, der mit der Hand nach Cherubino zielt, aber irgendwie den immer präsenten Figaro trifft. Der Graf verfolgt die vermeintliche Susanna, die ihm geschickt aus dem Weg geht, als die richtige Susanna in den Kleidern der Gräfin auftritt. Figaro berichtet ihr von des Grafen Absichten und erkennt seine Braut. Er spielt die Komödie mit, indem er ihr Ehre als Gräfin erweist, und bekommt erneut eins auf die Ohren. Die beiden schließen Frieden und er spielt weiterhin seine Rolle. Als der Graf erscheint, erklärt er ihr seine Liebe. Der Graf ruft nach Waffen und seinen Leuten. Ein allgemeines Wiedererkennen löst die Verwirrung des Grafen ab, der eine Entschuldigung vorbringt und dem von der Gräfin verziehen wird.

## Besonderheiten
Der Film entstand hauptsächlich im Studio Babelsberg, einige Außenaufnahmen wurden im Potsdamer Park Babelsberg gedreht. Die Uraufführung erfolgte am 25. November 1949 sowohl in Ost-Berlin als auch in West-Berlin. In Westdeutschland war der Austauschfilm erstmals am 17. Februar 1950 in Bayreuth zu sehen.
Es handelt sich bei diesem Film nicht um den Mitschnitt einer Opernaufführung, sondern um eine Verfilmung des Opernstoffs, gedreht in Kulissen, wie sie beim Film zu dieser Zeit verwendet wurden. Das Drehbuch weicht in mancherlei Hinsicht vom Libretto Da Pontes ab. Die Handlung wurde an vielen Stellen gekürzt und dem damaligen Geschmack entsprechend modifiziert, die Personnage um einen zweiten Gärtner und einen Notenschreiber erweitert. Sämtliche Texte wurden ins Deutsche übertragen und Rezitative durch gesprochenen Text ersetzt, wobei die Sprechpassagen von den Schauspielern gesprochen, die Gesangsstücke von professionellen Sängern nachträglich synchronisiert wurden. Dadurch sind die Rollen, bis auf die des Grafen und des Figaro, doppelt besetzt.
In jener Szene, in welcher Figaro Cherubino vom Soldatenleben vorsingt, sieht dieser vor seinem geistigen Auge eine Schlacht ablaufen. Dabei handelt es sich um Aufnahmen aus dem Veit-Harlan-Film Der große König, der im Zweiten Weltkrieg
entstanden ist. Cherubino singt mit der Stimme einer Frau (Anneliese Müller), die im Falle dieses Darstellers (Willi Puhlmann) deutlich zu hoch erscheint, wenngleich der Page mädchenhaft angelegt und er von einem Mezzosopran zu verkörpern ist.
Ein Drehbuchfehler unterlief hinsichtlich der Rolle des Basilio. Als er das Hochzeitslied schreibt, kräht er es einem Musiker geradezu vor, da er nicht singen kann. In Gegenwart des Grafen jedoch erweist er sich als guter (von Paul Schmidtmann synchronisierter) Sänger.

## Synchronisation
| Rolle         | Darsteller        | Sänger           |
| ------------- | ----------------- | ---------------- |
| Susanna       | Angelika Hauff    | Erna Berger      |
| Gräfin Rosine | Sabine Peters     | Tiana Lemnitz    |
| Marcellina    | Elsa Wagner       | Margarete Klose  |
| Dr. Bartolo   | Victor Janson     | Eugen Fuchs      |
| Basilio       | Alfred Balthoff   | Paul Schmidtmann |
| Don Curzio    | Franz Weber       | Kurt Reimann     |
| Antonio       | Ernst Legal       | Willi Sahler     |
| Cherubino     | Willi Puhlmann    | Anneliese Müller |
| Barbarina     | Katharina Mayberg | Elfriede Hingst  |

## Auszeichnungen
Die FSK verlieh dem Film das Prädikat kulturell wertvoll. Das Land Nordrhein-Westfalen bewertete ihn als künstlerisch hochstehend.

## Kritik
film-dienst 3/1992: Aus heutiger Sicht ein veralteter Film mit grimassierenden Akteuren, der den Stoff bisweilen zur Lächerlichkeit verwässert.